# Mellor Sigma
Der Mellor Sigma ist ein Niederflur-Stadtbus des britischen Herstellers Mellor Coachcraft. Er wird seit 2021 gebaut und ist in verschiedenen Längen erhältlich, die kürzeste Variante als Mellor Sigma 7 und die längste als Mellor Sigma 12.

## Geschichte
Der Mellor Sigma wurde als emissionsfreies Fahrzeug entwickelt, um die Nachfrage nach umweltfreundlicheren Lösungen für den öffentlichen Verkehr zu befriedigen. 
Mellor brachte zunächst den Sigma 7 als Modell mit einer Tür und den Sigma 10 mit zwei Türen auf den Markt.
Der Sigma 7 wurde auf der ITT Hub vorgestellt.

## Betreiber

### Großbritannien
Der erste Sigma 7 ging an den Pinewoods Holiday Park in Wells-next-the-Sea, der mit dem Bus die Wells Harbour Railway ersetzt.
Die ersten Sigma 12 wurden im Juli 2023 an Whippet Coaches ausgeliefert. Weitere neun Fahrzeuge werden für die University of Cambridge eingesetzt.

### Europäische Union
Die ersten Sigma in Europa bestellte der schwedische Betreiber Nobina für den Stadtverkehr in Göteborg im Auftrag der regionalen Verkehrsbehörde Västtrafik. Sieben Sigma 7 sind für den Einsatz auf der Nobina-Linie T22 in den Stadtteilen Angered und Bergsjö bestimmt.
Im Februar 2023 wurden 42 weitere Sigma 7 für die von Connect Bus betriebenen bedarfsgesteuerten Verkehrsdienste in Göteborg bestellt.
Im August 2023 wurden drei Sigma 7 an die Kieler Verkehrsgesellschaft geliefert.

## Galerie

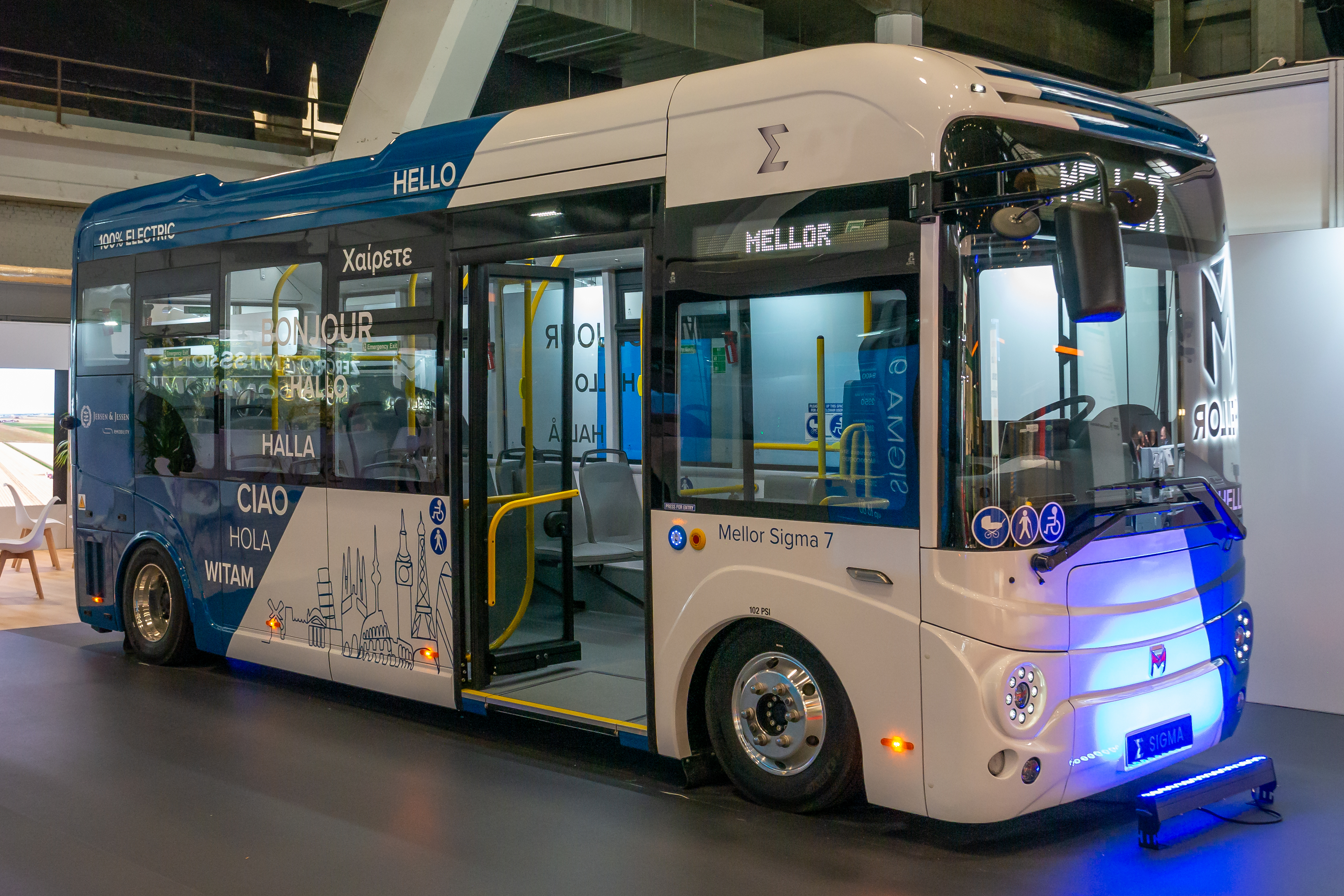
Mellor Sigma 7
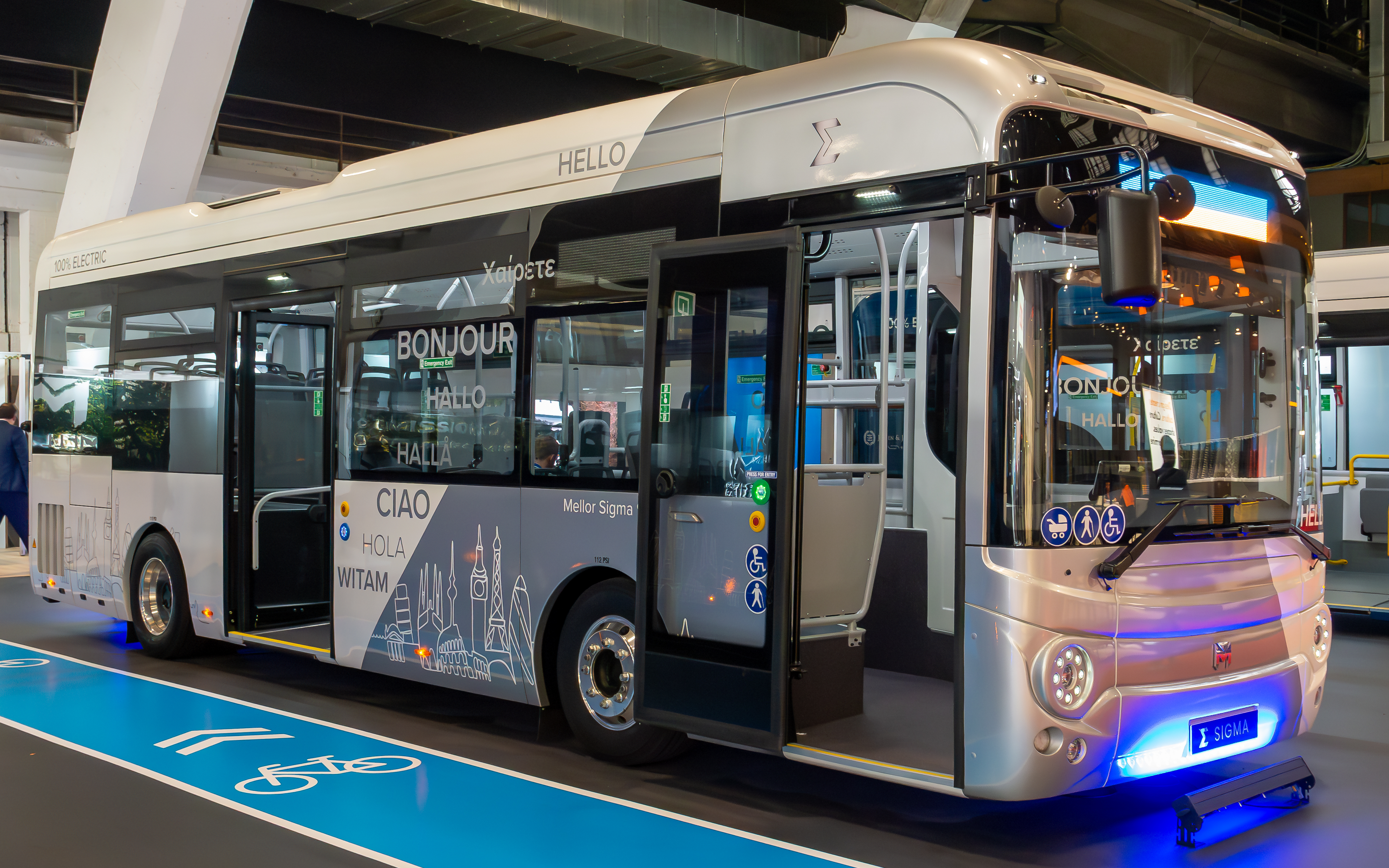
Mellor Sigma 9
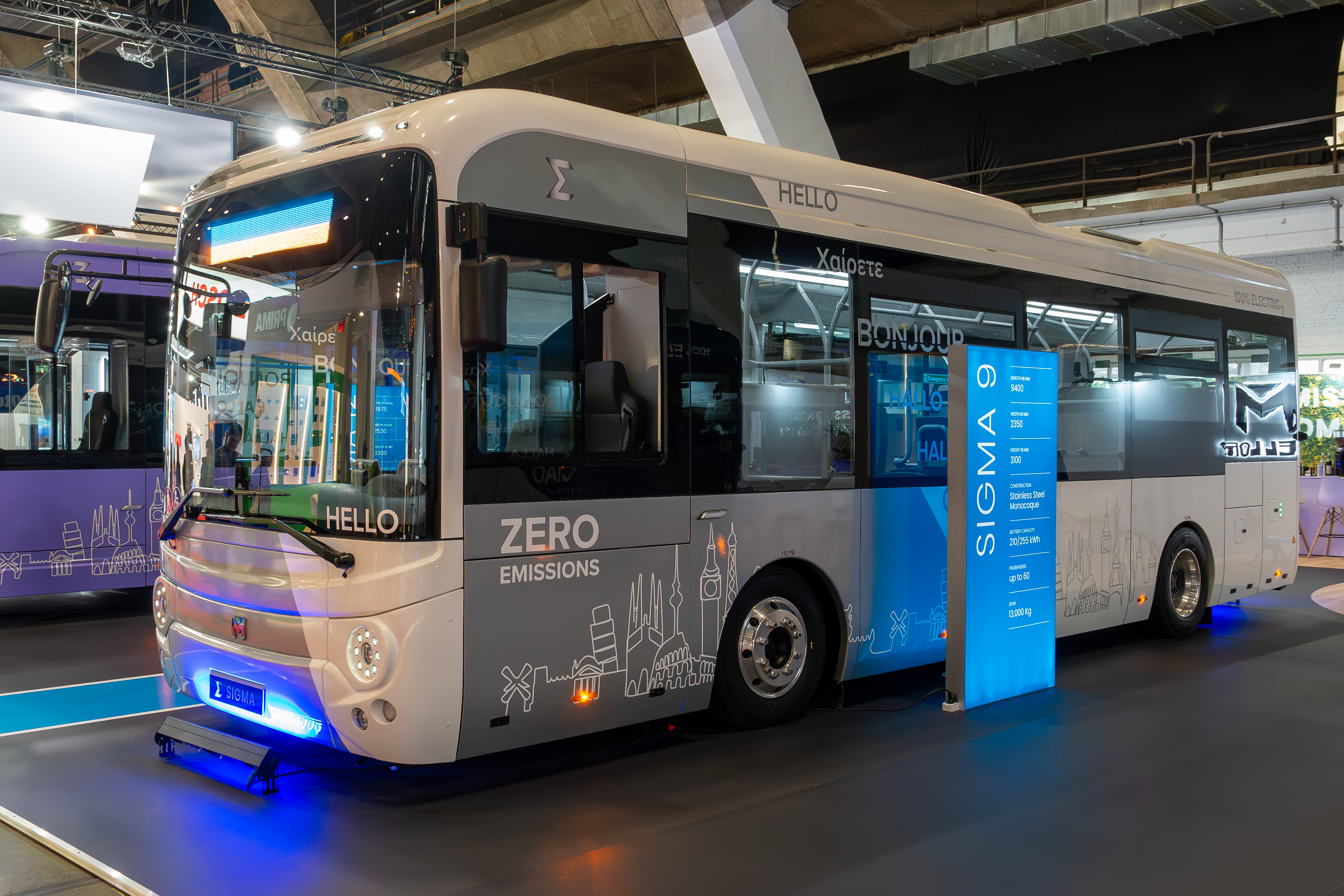
Mellor Sigma 9
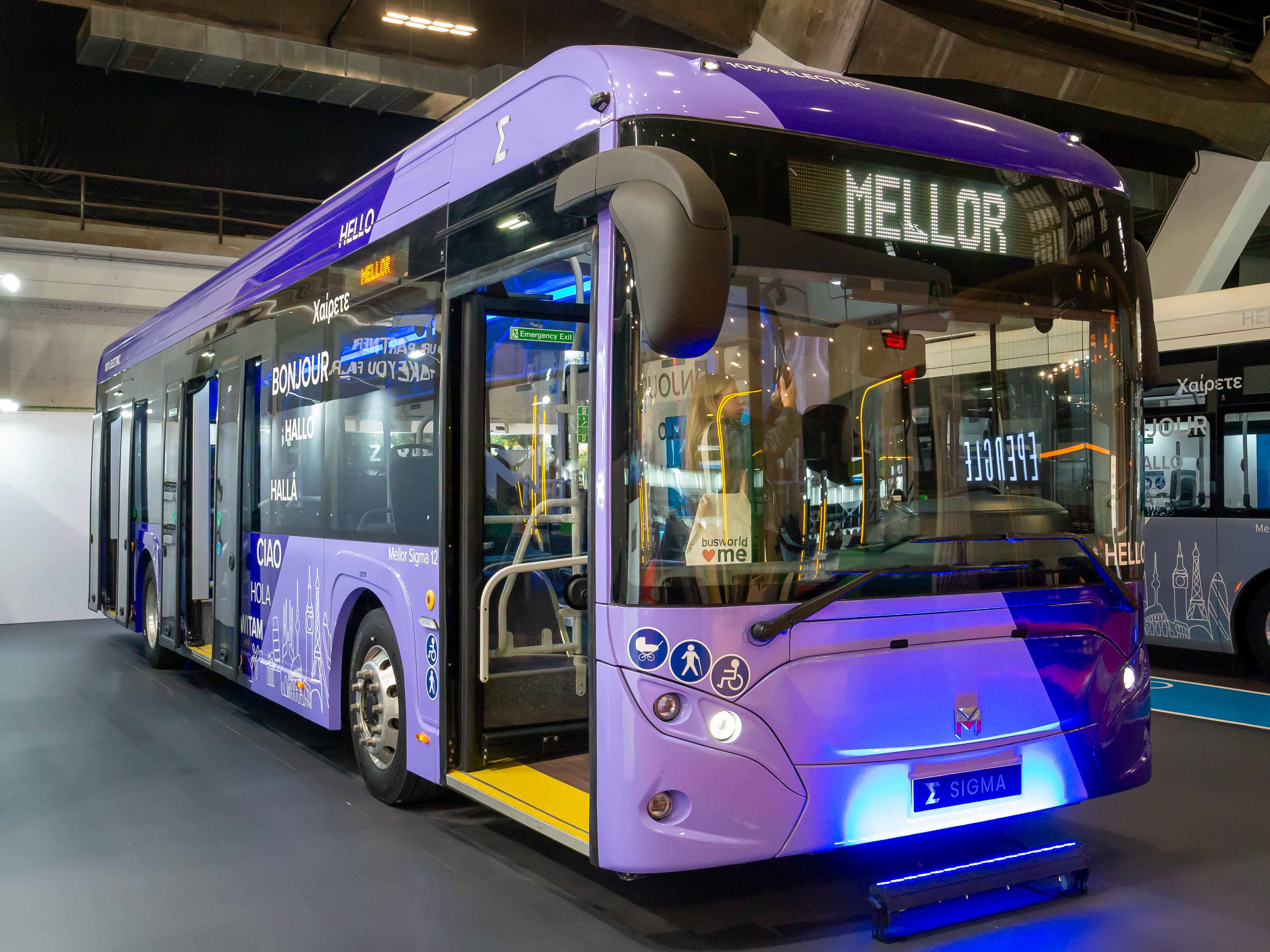
Mellor Sigma 12
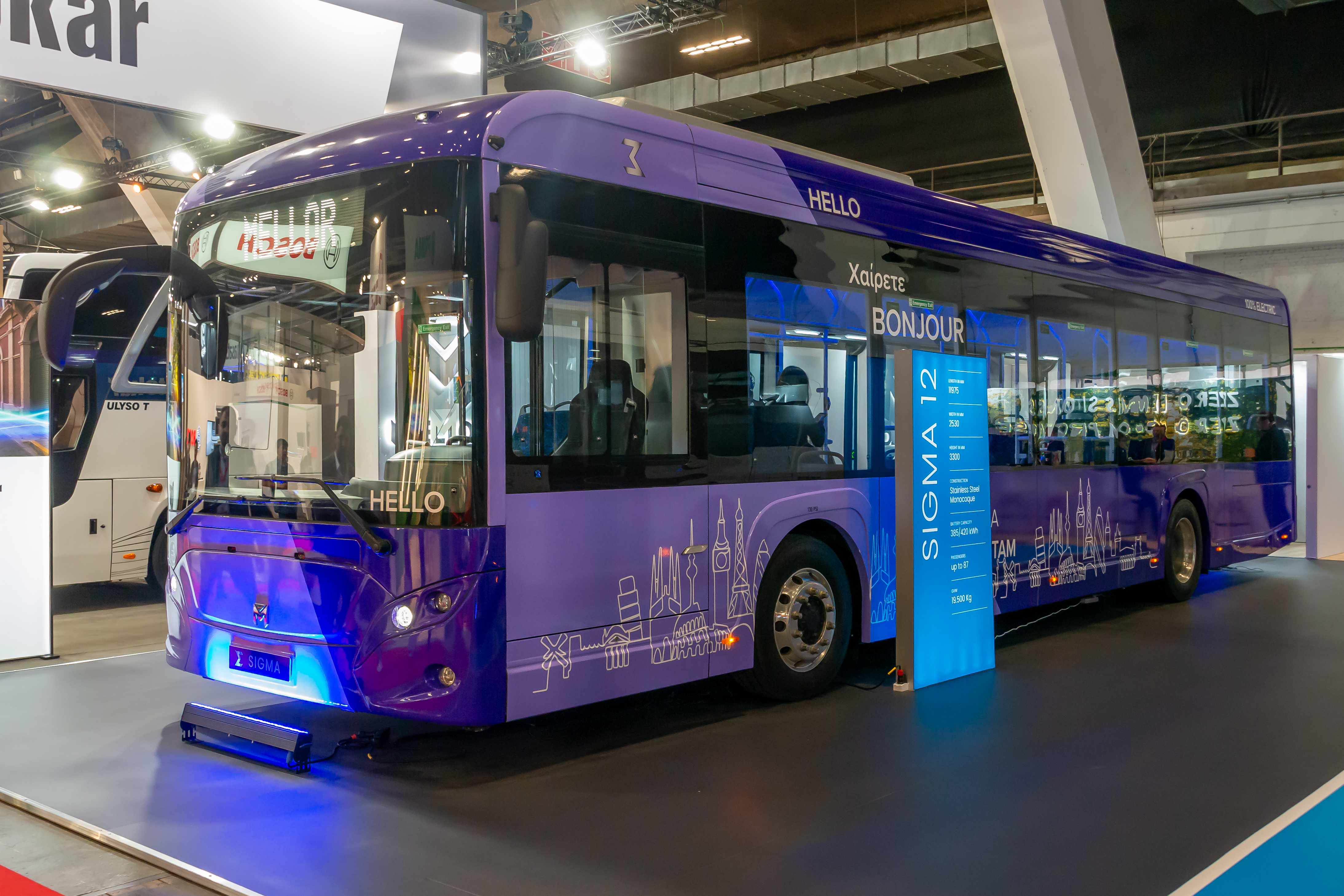
Mellor Sigma 12
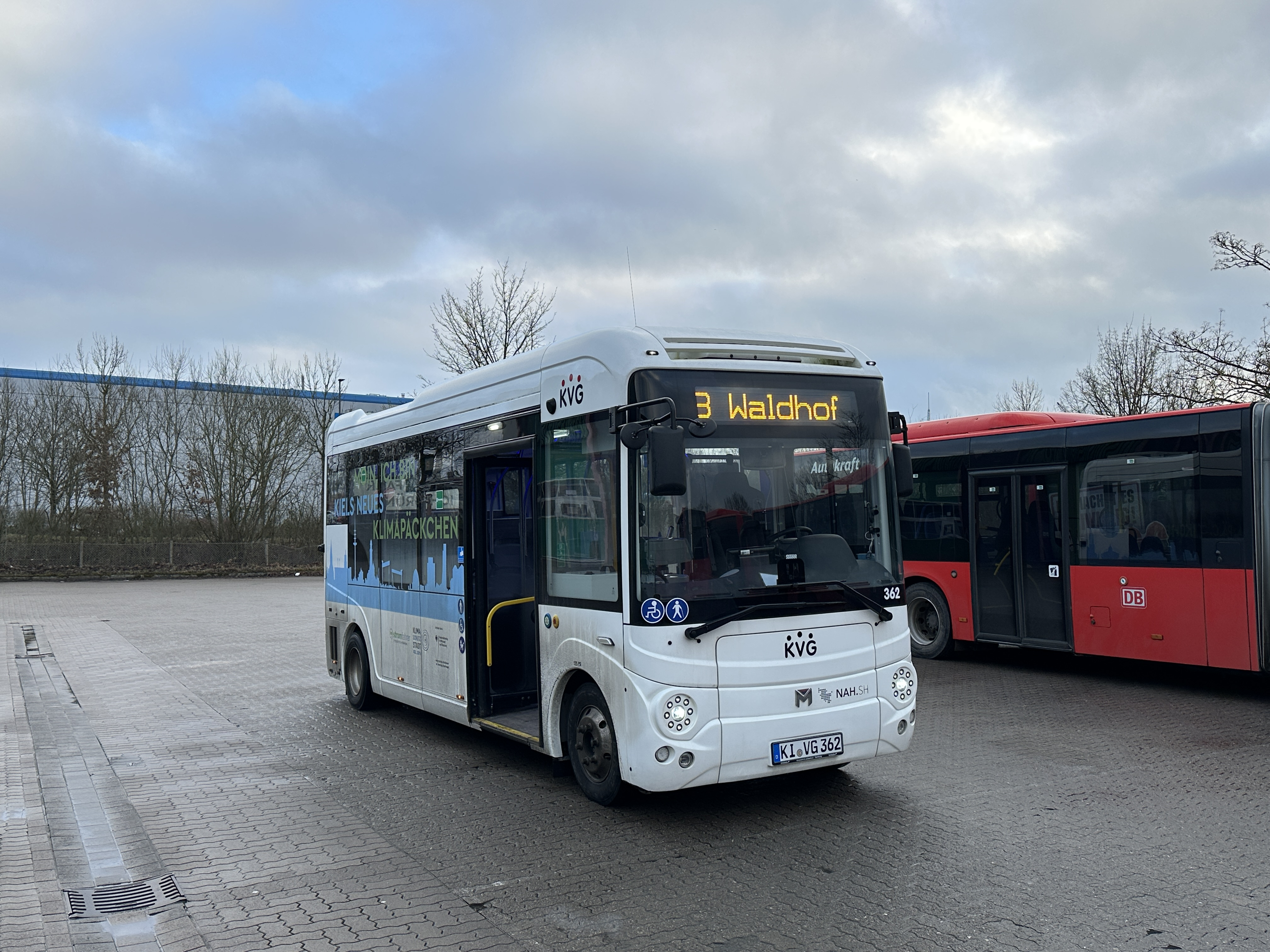
Mellor Sigma 7 der Kieler Verkehrsgesellschaft
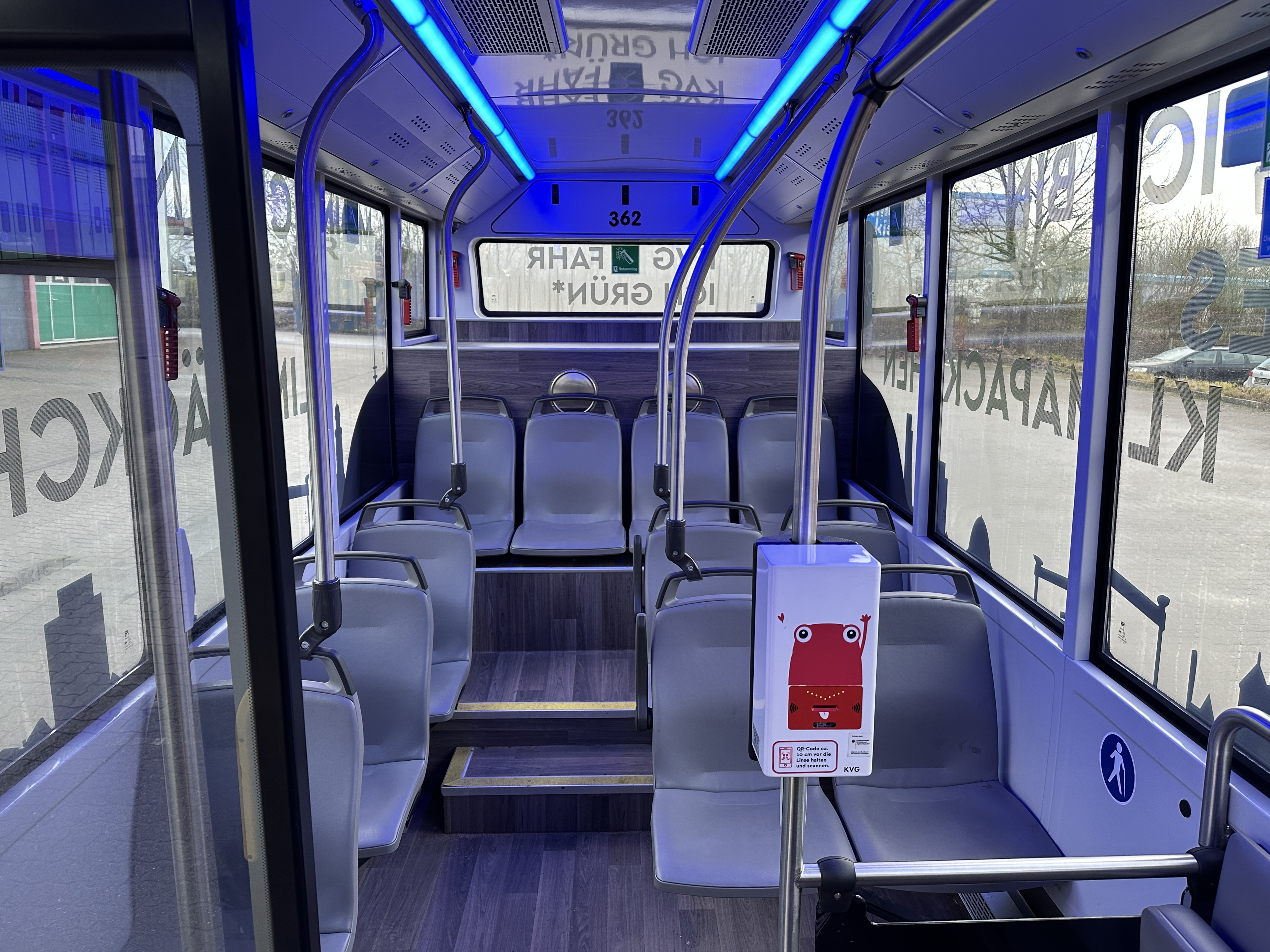
Mellor Sigma 7 (Innenraum)